# Rampljus (film, 2000)
Rampljus är en svensk kortfilm från 2000 i regi Alexander Karim.

## Handling
Andreas är gatuköksbiträde och hans högsta dröm är att bli skådespelare.

## Om filmen
Filmen hade festivalpremiär den 18 november 2000 och har även visats på SVT2.

## Rollista
- Alexander Karim - Andreas Namib, gatuköksbiträde
- Baker Karim - albanen
- Torkel Stålhand - sig själv